# Kuhlmühle
Kuhlmühle ist ein Wohnplatz der Stadt Wittstock/Dosse im Landkreis Ostprignitz-Ruppin in Brandenburg.

## Geografie
Der Ort liegt 3 Kilometer nordnordöstlich von Dranse und 13 Kilometer nordöstlich von Wittstock/Dosse. Nachbarorte sind Sewekow im Norden, Ichlim im Nordosten, Buschhof im Osten, Zempow im Südosten, Walkmühle im Süden, Dranse im Südwesten sowie Berlinchen im Westen. Südlich der Wohnbebauung ist der Große Baalsee.

## Geschichte
Unter dem Namen de Kulemolne findet sich im Jahr 1430 die erste Erwähnung und 1431 eine weitere in der Schreibweise de Kulemollen, einer am Abfluss des Großen Baalsees gelegenen Wassermühle. Im 19. Jahrhundert befand sich im Ort eine Getreide- und Ölmühle. Nach Ende des Ersten Weltkrieges nutzte die Kommunistische Partei Deutschlands die Ortslage zur Einrichtung eines Schulungsheimes.
Im Jahre 1933 beschlagnahmten die Nationalsozialistische Deutsche Arbeiterpartei das Heim und machte daraus eine Führerschule der Hitler-Jugend. Nach Fertigstellung eines neu angelegten Thingplatzes und einer neuen Teerstraße nach Dranse diente der Ort 1935 der Hitlerjugend (HJ) als Veranstaltungsort für ein internationales Zeltlager. Das so genannte Deutschlandlager fand parallel zum Hochlandlager der HJ statt.

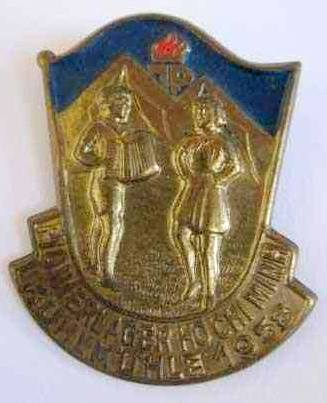
Abzeichen für die Teilnehmer am Pionierlager Kuhlmühle

In der DDR wurde das Areal als Jugenderholungsheim und später zu einem Teil vom Ministerium des Innern als Zentrales Pionierlager Hồ Chí Minh genutzt. Der VEB Spezialhochbau Berlin konnte ebenfalls auf das Gelände zurückgreifen. Hotels und Bungalows wurden vom Wachregiment Feliks Dzierżyński betrieben.

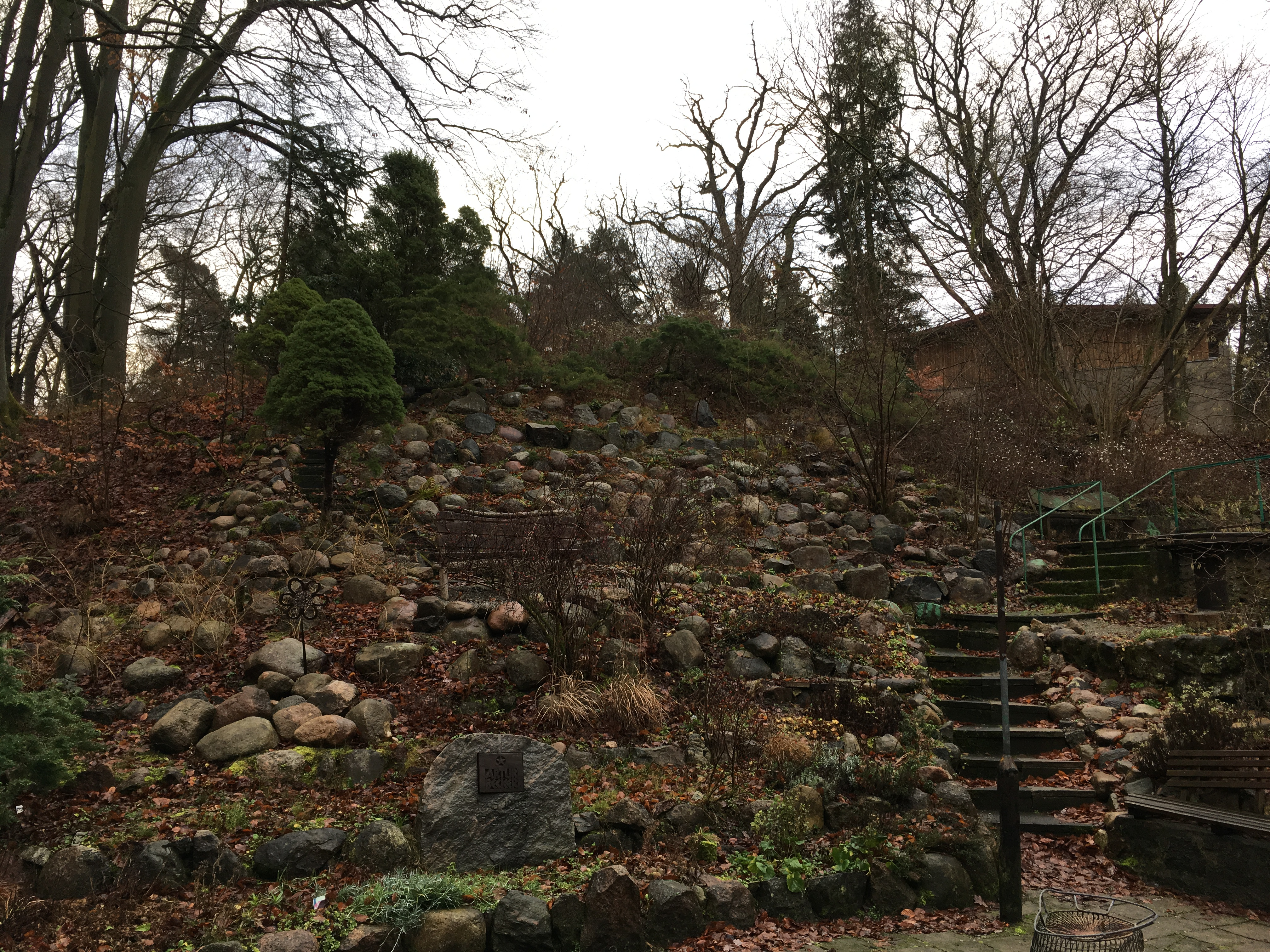
Steingarten mit Stele für Artur Becker

Bis zur endgültigen Auflösung des nahe gelegenen Truppenübungsplatzes Wittstock im Jahre 2011 war die dafür zuständige Kommandantur einschließlich einer Bundeswehrfeuerwehr an der Kuhlmühler Straße 1 stationiert. Das 27 Hektar große Gelände wurde noch im selben Jahr veräußert. Der Verein Coolmühle will das Gelände nachhaltig und ökologisch entwickeln. 2017 wurde das ehemalige Bettenhaus entkernt und soll für Feriengäste und Workshopteilnehmer hergerichtet werden. Am ehemaligen Mühlenteich befindet sich, aus der Zeit der Nutzung von Kuhlmühle durch die Stasi, ein Steingarten mit einem Denkmal für Artur Becker. Auf dem Gelände des Vereins befindet sich weiterhin das Zentrum für ökologische und soziale Nachhaltigkeit, Permakultur und Naturverbundenheit. Es betreibt unter anderem ein Handmühlenmuseum.
In Kuhlmühle trafen sich große Teile der verschiedenen Sektionen der Hedonistischen Internationale zu ihrem dritten Weltkongress im Jahr 2012.

## Sehenswürdigkeiten und Kultur

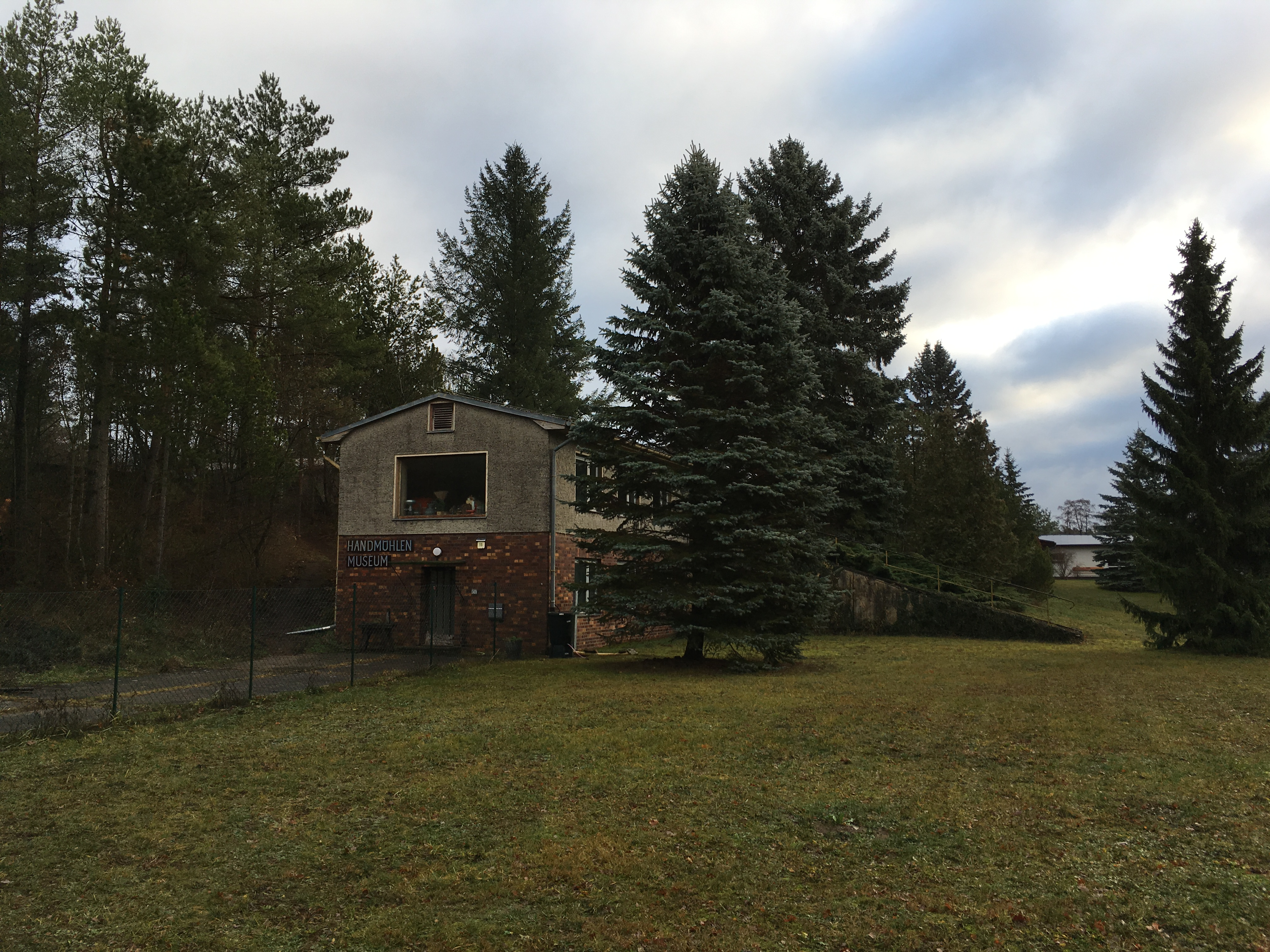
Handmühlenmuseum

- Handmühlenmuseum mit über 800 verschiedenen Exponaten aus der Hauswirtschaft und Gastronomie[12]
- Großer Baalsee als Teil des Naturparks Stechlin-Ruppiner Land

## Verkehr
Kuhlmühle kann nur über Nebenstraßen erreicht werden. Eine Verbindung führt vom nördlichen Ortsausgang Dranse über die Berlinchener Straße und die Kuhlmühler Straße in die Siedlung am Nordufer des Großen Baalsees.
Kuhlmühle liegt an der Bahnstrecke Wittenberge–Strasburg. Die Gleisanlagen befinden sich südöstlich des Ortes auf der anderen Seeseite. Die Anlagen, einschließlich der seit 1995 geschlossenen Station Kuhlmühle, gehören zum Streckenabschnitt Wittstock/Dosse–Mirow, auf dem bereits im Jahre 1998 der Schienenpersonennahverkehr abbestellt und welcher im Jahre 2000 stillgelegt worden ist.